# Milena Šimková-Elgrová
Milena Šimková-Elgrová, rozená Elgrová z Elgenfeldu, křtěná Milena Marie (10. listopadu 1898 Hradec Králové – 4. října 1977 Brno), byla česká malířka a profesorka kreslení pro střední školy.

## Život
Narodila se v Hradci Králové v rodině strojního inženýra Zdeňka Elgera z Elgenfeldu a jeho ženy Johanny /Hanny/ roz. Hanělové. V rodině vyrůstala s mladším bratrem Jiřím Mariem (* 1901) a mladší sestrou Dagmar (* 1906). Kolem roku 1901 se rodina přestěhovala do Brna, kde následně absolvovala základní vzdělání a v dalším studiu pokračovala v ženském vzdělávacím spolku Vesna.
Talent a umělecké vlohy byly u Mileny Elgrové nesporné a další vzdělávání se ubíralo tímto směrem. Krátce navštěvovala ještě v Brně malířské kurzy v ateliéru Vojtěcha Doležila, tzv. „Doležilova malá malířská škola“. Za dalším studiem odešla do Prahy, kde se nechala zapsat na Uměleckoprůmyslovou školu a školila se u prof. E. Dítěte a Jakuba Schikanedera. Tuto školu ukončila roku 1921 a ještě v témže roce se nechala zapsat do soukromé krajinářské školy ak. malíř Aloise Kalvody. Školení se konalo na zámku v Běhařově, kde tehdy Kalvoda pořádal letní malířskou školu.
Po návratu do Brna se v únoru roku 1922 provdala za ing. Pavla Šimka, s nímž měla později dvě dcery, Milenu a Evu. Mezitím vykonala několik studijních cest, např. do Vídně, Mnichova, Drážďan, ale i později do vzdálenějších Liége, Bruselu, Antverp, a Paříže. Získala rovněž aprobaci z kreslení pro střední školy a celý svůj profesní život na nich i vyučovala. Byla dlouholetou členkou SVU Aleš v Brně, SVUM v Hodoníně a pravidelně obesílala členské výstavy. Většinu svého života prožila v Brně a zde i v říjnu roku 1977 zemřela. Pohřbena byla na zdejším Ústředním hřbitově.
Akademická malířka Milena Šimková-Elgrová malovala především krajiny, olejem i pastelem, ale vytvářela i portréty a rozličná zátiší a květiny

## Dílo (výběr)
- Zátiší s bílými pivoňkami (1945)
- Na lukách
- Chalupy v zimě
- Křižánecký úval (1953)
- Sádek u Poličky
- Z Koníkova (1971)
- cyklus Stromy
- Ulice zpívá (1930)
- Babička Jelínková (1952)
- Eva (1925)
- cyklus Biblické písně
- cyklus Hudba (1967)
- Variace na Dvořákovy Biblické písně (1967)
- cyklus Vesmír (1974)

## Výstavy

### Autorské
- 1959 Milena Šimková-Elgrová, Dům umění města Brna, Brno
- 1975/1976 Milena Šimková-Elgrová, Dům pánů z Kunštátu, Brno
- 1978 Milena Šimková-Elgrová: Obrazy, Městské muzeum, Dačice

### Kolektivní
- 1939/1940 Národ svým výtvarným umělcům, Pavilon Aleš, Brno
- 1954 Výstava Sdružení výtvarných umělců moravských (SVUM), Krajská galéria, Košice
- 1967/1968 Brněnský salón, Dům umění města Brna, Brno
- 1969/1970 Členská výstava SČVU (malba, grafika, plastika), Dům umění města Brna, Brno
- 1974 Brněnské výtvarnice, Dům pánů z Kunštátu, Brno
- 1975 Výtvarní umělci k 30. výročí osvobození Československa Sovětskou armádou, Praha